# Craig Dawson
Craig Dawson (* 6. května 1990 Rochdale) je anglický profesionální fotbalista, který hraje na pozici středního obránce za anglický klub Wolverhampton Wanderers FC. Je bývalým anglickým mládežnickým reprezentantem.
Dříve hrál za týmy Bolton Wanderers, Rochdale, West Bromwich Albion a Watford.

## Klubová kariéra

### Radcliffe Borough
Dawson začal svojí profesionální kariéru v sedmiligovém Radcliffe Borough, kde debutoval v sezóně 2007/08. Posléze se stal stabilním členem základní jedenáctky a následující sezónu byl dokonce zvolen klubovým hráčem sezóny. Ve dvou sezónách nastoupil do 95 zápasů a vstřelil 15 gólů.

### Rochdale
V únoru 2009 přestoupil do čtvrtoligového Rochdale. Debutoval za rezervní tým v utkání proti Manchesteru City, kdy také vstřelil gól. V League Two si odbyl debut proti Port Vale, zápas skončil remízou 1:1. V sezóně 2009/10 nasázel napříč soutěží 10 gólů a figuroval v ligovém týmu sezóny PFA Team of the Year.

### West Bromwich Albion
V srpnu 2010 přestoupil Dawson do West Bromwich Albion. S klubem podepsal smlouvu na tři roky. První soutěžní zápas odehrál v rámci League Cup proti AFC Bournemouth, zápas skončil výhrou 4:1 pro West Brom. Po tomto zápase obdržel pozvánku do anglické reprezentace do 21 let. V Premier League debutoval při prohře 3:0 proti Swansea City. První ligovou výhru oslavil při výhře 1:0 nad Queens Park Rangers. V září 2014 vstřelil svůj první ligový gól v utkání proti Burnley, zápas skončil výhrou 4:0. Další gól zaznamenal v prosinci 2014 proti West Ham United při prohře 1:2.
Po příchodu nového trenéra Tonyho Pulise začátkem roku 2015 se stal Dawson stabilním členem základní jedenáctky. Tým se na konci sezóny udržel v Premier League.
V sezóně 2015/16 opět figuroval v základní sestavě. První gól v sezóně dal proti Evertonu, West Brom přesto prohrál 2:3. V prosinci 2015 dopomohl svému týmu brankou k remíze 2:2 proti Liverpoolu. V březnu 2016 přispěl gólem k výhře 3:2 nad Crystal Palace. V dubnu 2016 si vstřelil vlastní gól proti Tottenhamu, v utkání ale také skóroval za svůj tým. Zápas skončil remízou 1:1.
V březnu 2017 přispěl dvěma góly k výhře 3:1 nad Arsenalem a byl zvolen hráčem utkání. V sezóně 2017/18 nastoupil do 28 ligových zápasů, mužstvo na konci sezóny sestoupilo do EFL Championship. Během letního přestupového období byl uvolněn na přestup.

#### Rochdale (hostování)
Po přestupu do West Brom zůstal Dawson v Rochdale na hostování do konce probíhající sezóny 2010/11.

#### Bolton Wanderers (hostování)

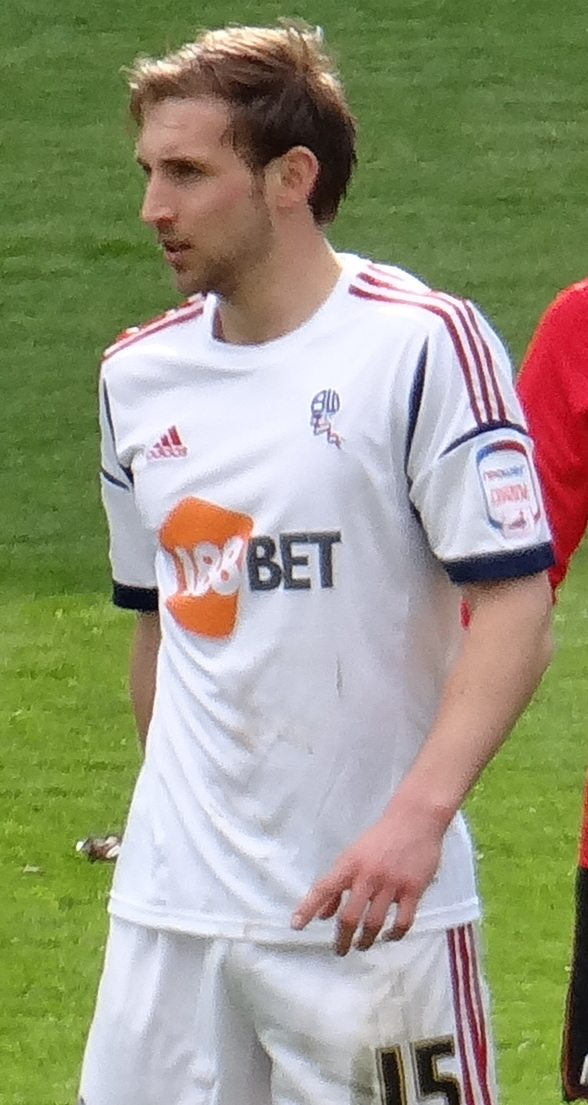
Dawson v dresu Boltonu Wanderers

V lednu 2013 odešel do Boltonu Wanderers na hostování do konce probíhající sezóny. Dne 23. února skóroval dvakrát při výhře 4:1 nad Hull City. O tři dny rozhodl domácí utkání proti Peterborough United, když dal jedinou branku zápasu. O týden později opět rozhodl o výhře svého týmu nad Barnsley, kdy skóroval na konečných 3:2.

### Watford
V červenci 2019 přestoupil Dawson do Watfordu a s klubem podepsal čtyřletou smlouvu.
V červnu 2020 vsítil gól nůžkami proti Leicesteru City. V sezóně 2019/20 si připsal 29 startů, bohužel ale nedokázal se spoluhráči zvrátit sestup z Premier League. V následující sézoně, po příchodu nového trenéra Vladimira Iviće a nových posil v podobě Francisca Sierralta a William Troost-Ekonga, bylo Dawsonovo místo v základní sestavě výrazně ohroženo.

### West Ham United
V prosinci 2020 odešel Dawson do West Ham United na hostování s opcí do konce sezóny 2020/21. Za "Kladiváře" debutoval 29. prosince při remíze 0:0 proti Southamptonu a byl zvolen hráčem utkání. V lednu 2021 vstřelil svůj premiérový gól ve třetím kole FA Cupu proti Stockportu Country, West Ham jeho zásluhou vyhrálo 1:0. Svým prvním ligovým gólem za West Ham pomohl k výhře 3:2 nad Crystal Palace.
V dubnu 2021 byl oznámen jeho přestup na konci sezóny, Dawson s týmem uzavřel dvouletý kontrakt.
V únoru 2022 vstřelil v nastaveném času gól proti Leicesteru City, zápas skončil remízou 2:2. V dalším zápase oslavil svůj 50. gól v kariéře, kdy otevřel skóre proti Newcastle United.

## Reprezentační kariéra

### Anglická fotbalová reprezentace do 21 let
Při svém prvním zápase v anglické reprezentaci do 21 let skóroval dvakrát do sítě Ázerbájdžánu. Celkem za reprezentaci do 21 let odehrál 15 zápasů a vstřelil 6 branek.

### Olympijský tým Velké Británie
Dawson byl povolán trenérem Stuartem Pearcem do olympijského výběru Velké Británie pro Letní olympijské hry 2012 v Londýně. Nastoupil ve skupině do utkání s Uruguayí, kdy střídal Daniela Sturridge, střelce vítězného gólu na 1:0. Ve čtvrtfinále opět nastoupil jako střídající hráč za zraněného Micah Richardse. Zápas dospěl do penaltových rozstřelů, kde Dawson svůj pokus proměnil. Anglie ale nakonec prohrála 5:4 na penalty, když Daniel Sturridge svůj pokus neproměnil.

## Osobní život
Předtím, než se stal profesionálním fotbalistou, se věnoval kriketu. Hrál za Rochdale Cricket Club na pozici pálkaře.

## Statistiky
| Klub                     | Sezóna  | Liga           | Liga   | Liga | FA Cup | FA Cup | League Cup | League Cup | Ostatní | Ostatní | Celkem | Celkem |
| Klub                     | Sezóna  | Liga           | Zápasy | Góly | Zápasy | Góly   | Zápasy     | Góly       | Zápasy  | Góly    | Zápasy | Góly   |
| ------------------------ | ------- | -------------- | ------ | ---- | ------ | ------ | ---------- | ---------- | ------- | ------- | ------ | ------ |
| Rochdale                 | 2009/10 | League Two     | 42     | 9    | 2      | 1      | 1          | 0          | 1       | 1       | 46     | 11     |
| Rochdale                 | 2010/11 | League One     | 45     | 10   | 1      | 1      | 2          | 0          | 0       | 0       | 48     | 11     |
| Rochdale                 | Celkem  | Celkem         | 87     | 19   | 3      | 2      | 3          | 0          | 1       | 1       | 94     | 22     |
| West Bromwich Albion     | 2011/12 | Premier League | 8      | 0    | 2      | 0      | 2          | 0          | —       | —       | 12     | 0      |
| West Bromwich Albion     | 2012/13 | Premier League | 1      | 0    | 1      | 0      | 2          | 0          | —       | —       | 4      | 0      |
| West Bromwich Albion     | 2013/14 | Premier League | 12     | 0    | 1      | 0      | 2          | 0          | —       | —       | 15     | 0      |
| West Bromwich Albion     | 2014/15 | Premier League | 29     | 2    | 4      | 0      | 2          | 0          | —       | —       | 35     | 2      |
| West Bromwich Albion     | 2015/16 | Premier League | 38     | 4    | 3      | 0      | 2          | 0          | —       | —       | 43     | 4      |
| West Bromwich Albion     | 2016/17 | Premier League | 37     | 4    | 1      | 0      | 1          | 0          | —       | —       | 39     | 4      |
| West Bromwich Albion     | 2017/18 | Premier League | 28     | 2    | 2      | 0      | 2          | 0          | —       | —       | 32     | 2      |
| West Bromwich Albion     | 2018/19 | Championship   | 41     | 2    | 1      | 0      | 1          | 0          | 2       | 1       | 45     | 3      |
| West Bromwich Albion     | Celkem  | Celkem         | 194    | 14   | 15     | 0      | 14         | 0          | 2       | 1       | 225    | 15     |
| Bolton Wanderers (host.) | 2012/13 | Championship   | 16     | 4    | —      | —      | —          | —          | —       | —       | 16     | 4      |
| Watford                  | 2019/20 | Premier League | 29     | 2    | 1      | 0      | 0          | 0          | —       | —       | 30     | 2      |
| Watford                  | 2020/21 | Championship   | 0      | 0    | 0      | 0      | 1          | 0          | —       | —       | 1      | 0      |
| Watford                  | Celkem  | Celkem         | 29     | 2    | 1      | 0      | 1          | 0          | —       | —       | 31     | 2      |
| West Ham United (host.)  | 2020/21 | Premier League | 22     | 3    | 2      | 1      | —          | —          | —       | —       | 24     | 4      |
| West Ham United          | 2021/22 | Premier League | 25     | 2    | 3      | 0      | 3          | 0          | 5       | 1       | 36     | 3      |
| West Ham United          | Celkem  | Celkem         | 47     | 5    | 5      | 1      | 3          | 0          | 5       | 1       | 60     | 7      |
| Celkem                   | Celkem  | Celkem         | 372    | 44   | 24     | 3      | 20         | 0          | 8       | 3       | 424    | 50     |